# Ameiropsis nobilis
Ameiropsis nobilis är en kräftdjursart som beskrevs av Georg Ossian Sars 1911. Ameiropsis nobilis ingår i släktet Ameiropsis och familjen Ameiridae. Arten har ej påträffats i Sverige. Inga underarter finns listade i Catalogue of Life.